# Bianca Knight
Bianca Knight (Jackson, 2 de janeiro de 1989) é um velocista e campeã olímpica e mundial norte-americana.
Foi campeã mundial nos 4x100m rasos em Daegu 2011. Em Londres 2012 tornou-se campeã olímpica integrando o revezamento 4x100 m junto com Carmelita Jeter, Allyson Felix e Tianna Madison, que conquistou a medalha de ouro e quebrou o recorde mundial vigente desde 1985 e ainda em poder da equipe da extinta Alemanha Oriental, estabelecendo a nova marca de 40s82.